# Blastocoel

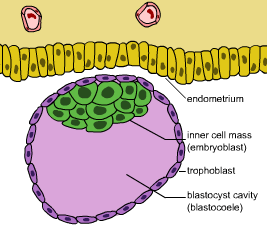
Blastocyste met de blastocoel. Een blastocyste bestaat uit minimaal 128 blastomeren.

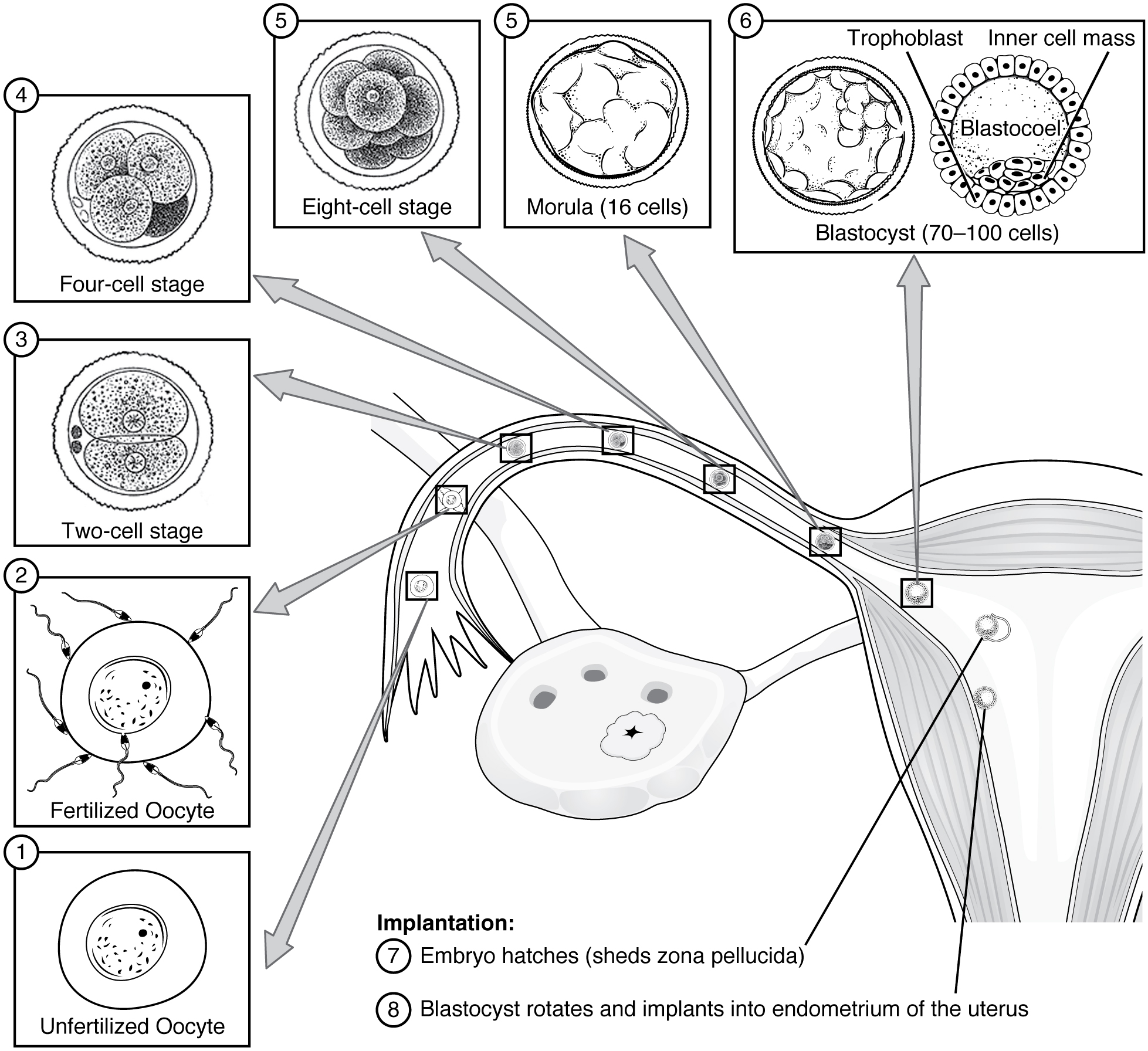
Vroege ontwikkeling van het menselijk embryo vanaf ovulatie tot en met innesteling

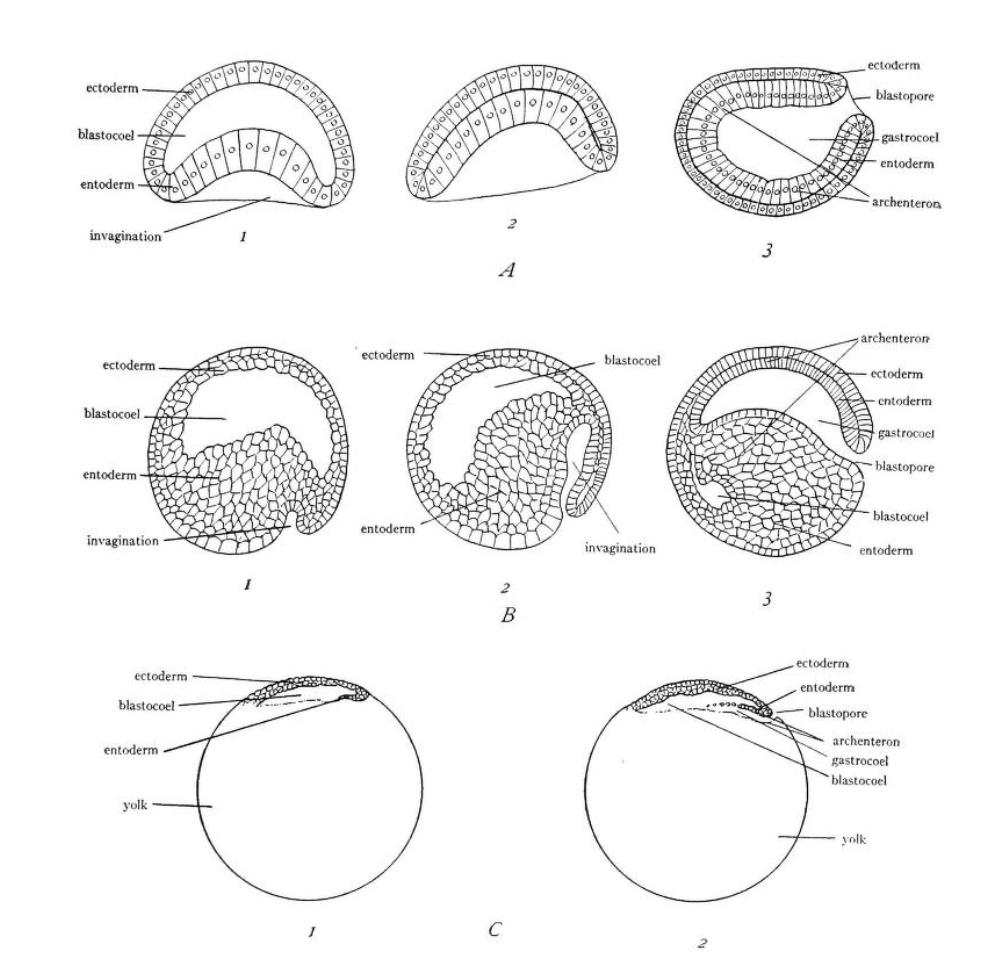
Gastrulatie bij: A: Lancetvisjes, B: Amfibiën, C: Reptielen en Vogels

De blastocoel, ook wel gespeld als blastocoele en blastocele, is een met vloeistof gevulde of met dooier gevulde holte die zich tijdens de zeer vroege embryonale ontwikkeling in de blastula vormt. In dit stadium ontwikkelt de blastula zich bij zoogdieren tot de blastocyste die een binnenste celmassa bevat en een buitenste trofectoderm. Uit de blastocoel wordt de dooierzak gevormd.
Het is de eerste celholte die wordt gevormd naarmate het embryo groter wordt en is de voorloper van de gedifferentieerde gastrula. Bij de klauwkikkers is een zeer kleine holte beschreven in het tweecellige ontwikkelingsstadium.

## Bij zoogdieren
Na de bevruchting ondergaat de zygote mitotische delingen, wat resulteert in dochtercellen die bekend staan als blastomeren totdat ze zich in het 16-celstadium bevinden dat de morula wordt genoemd. De morula is een stevige bal cellen met een kleine groep interne cellen omgeven door een grotere groep externe cellen. Na verdere splitsing en verdichting ondergaan de blastomeren celdifferentiatie die aanleiding geeft tot een interne groep cellen die de binnenste celmassa wordt genoemd (ook embryoblast) en een externe laag van omringende cellen die bekend staat als trofoblasten. De binnenste celmassa zal het eigenlijke embryo worden. De externe, omringende cellen ontwikkelen zich tot de trofoblastcellen. In dit stadium is er geen holte in de morula; het embryo is nog steeds een bal van delende cellen. In een proces dat cavitatie wordt genoemd, scheiden de trofoblastcellen vloeistof af in de morula om een blastocoel te creëren, de met vloeistof gevulde holte. De membranen van de trofoblastcellen bevatten natrium-kaliumpomp (Na+/K+-ATPase) en Na+/H+wisselaars, die natrium in de centraal vormende holte pompen. De ophoping van natrium trekt water osmotisch naar binnen, waardoor de blastocoel ontstaat en groter wordt. De eileidercellen stimuleren deze trofoblast-natriumpompen terwijl de bevruchte eicel door de eileider naar de baarmoeder beweegt. Terwijl het embryo verder deelt, zet de blastocoel uit en wordt de binnenste celmassa naar één kant van de trofoblastcellen gebracht, waardoor bij zoogdieren een blastocyste ontstaat.

## Bij amfibieën
Een amfibie-embryo in het 128-celstadium wordt een blastula genoemd, omdat het blastocoel in het embryo tijdens dit stadium duidelijk zichtbaar wordt. De met vloeistof gevulde holte vormt zich in de animale of dierlijke pool van de klauwkikker. De vroege vorming van de blastocoel is echter terug te voeren op de allereerste splitsingsgroef. Bij het kikkerembryo werd aangetoond dat de eerste splitsingsgroef zich verwijdt, waardoor een kleine intercellulaire holte ontstaat die wordt afgesloten via zonula occludens (tight junctions). Naarmate de splitsing voortduurt, zet de holte uit en wordt de blastocoel. De blastocoel is een cruciaal onderdeel van de ontwikkeling van amfibieënembryo's. Het maakt celmigratie mogelijk tijdens gastrulatie en voorkomt dat de cellen onder de blastocoel voortijdig interageren met de cellen boven de blastocoel. Het blastocoel voorkomt bijvoorbeeld dat de vegetatieve cellen die voorbestemd zijn om endoderm te worden, in contact komen met de animale cellen in het ectoderm die bestemd zijn voor het vormen van de huid en zenuwen.
NB: De kern van de zygote van amfibieën ligt meestal excentrisch, aan een kant van de cel, op de plaats waar de poollichaampjes gevormd zullen worden. Het echte cytoplasma (zonder dooier) ligt ook aan deze kant: dit noemt men de animale of dierlijke pool. Het grootste deel van de dooiersubstantie ligt aan de andere kant, de vegetatieve pool.

### Schade en afbraak van de blastocoel
Het blastocoel kan worden beschadigd en afgebroken als de adhesie tussen blastomeren, verzorgd door celadhesiemoleculen zoals E-cadherine wordt opgeheven. Dit is het gevolg van de afbraak van het mRNA door oligonucleotiden. Als het mRNA wordt afgebroken, is er geen E-cadherine, weinig tot geen blastomeeradhesie en bestaat er geen blastocoel.
Tijdens de volgende fase van de embryonale ontwikkeling, de mid-gastrulatie bij amfibieën, wordt de blastocoel verplaatst door de vorming van het archenteron (oerdarm). Aan het einde van de gastrulatie is de blastocoel verdwenen.

## Bij zee-egels

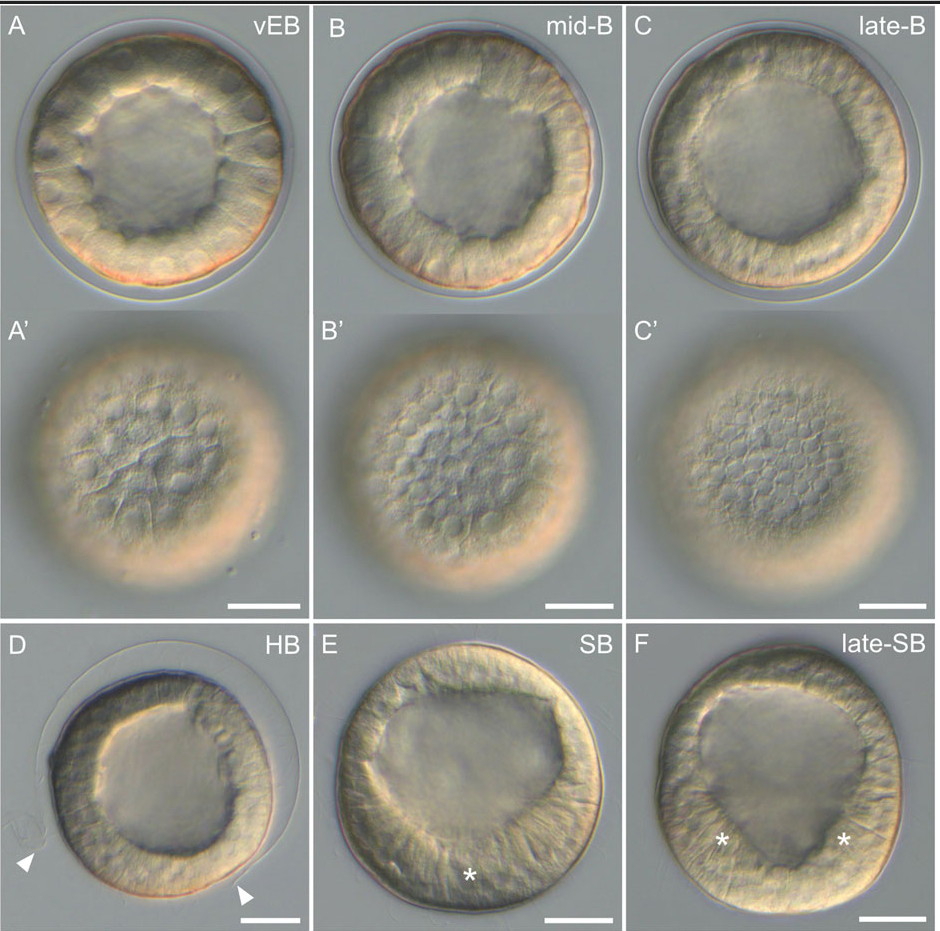
Blastula. E en F vrijzwemmende blastula

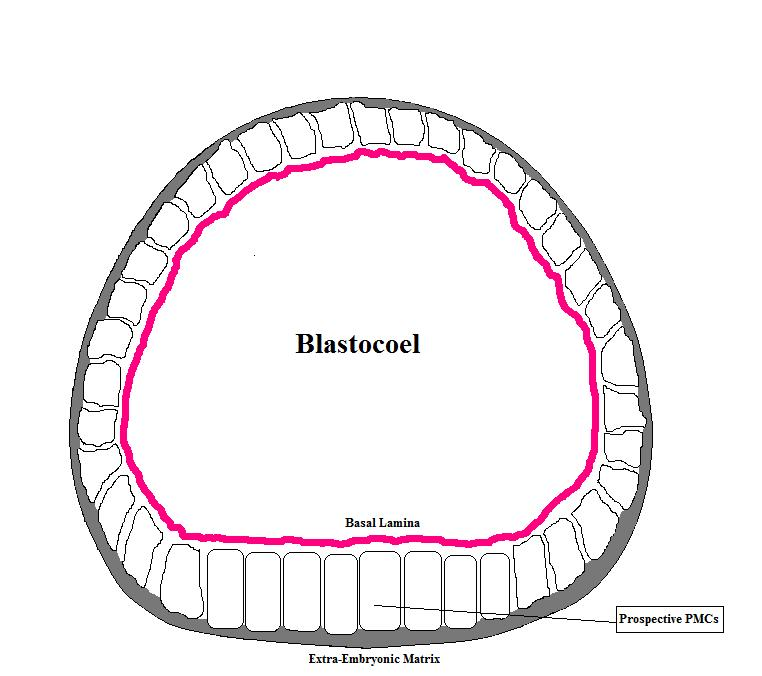
Zee-egel-blastula met de plaats waar de primaire mesenchymcellen binnendringen

In het stadium van 120 cellen wordt het zee-egelembryo als een blastula beschouwd vanwege zijn ontwikkelde blastocoel, dat elke embryonale cel omringt en aanraakt. Elke cel staat aan de binnenkant in contact met de eiwitachtige vloeistof van de blastocoel en raakt aan de buitenkant de hyaliene laag. De losjes verbonden blastomeren zijn nu nauw met elkaar verbonden door zonula occludensen (tight junctions) die een naadloos epitheel creëren dat het blastocoel volledig omringt. Zelfs als de blastomeren zich blijven delen, blijft de blastula één cel dik en wordt hij dunner naarmate het embryo zich naar buiten uitbreidt. Dit wordt gedeeltelijk bereikt door de instroom van water door osmose, waarbij de blastocoel uitzet en de cellen eromheen naar buiten duwt. Op dit punt zijn de cellen gedifferentieerd en bevinden ze zich aan de andere kant van de blastocoel. De vegetatieve plaat en de animale (dierlijke) hemisfeer ontwikkelen en scheiden een enzym af dat de membrana vitellina verteert en ervoor zorgt dat het embryo nu een vrijzwemmende, uitgekomen blastula wordt.

### Ontwikkeling van primaire mesenchym
Belangrijk voor de zee-egelblastula is het binnendringen van het primaire mesenchym. Nadat de blastula uit het fertilisatiemembraan komt, begint de vegetatieve kant van de blastula af te vlakken en dikker te worden, terwijl een kleine klomp van deze cellen lange, dunne uitgroeisels vormen, die filopodia worden genoemd. De cellen van deze klomp laten los en dringen de blastocoel binnen, waar ze het primaire mesenchym vormen. De cellen bewegen willekeurig langs de binnenkant van de blastocoel, totdat ze in het ventrolaterale (zijdelings van de buikzijde, in voorwaartse richting) gebied van de blastocoel komen.

## Bij vogels
Net als bij zoogdieren vindt de bevruchting van de vogeleicel plaats in de eileider. Van daaruit ondergaat de kiemschijf, een klein groepje cellen in de animale (dierlijke) pool van het ei, schijfvormige meroblastische splitsing. Het blastoderm ontwikkelt zich tot de epiblast en hypoblast en tussen deze lagen zal het blastocoel worden gevormd. De vorm en vorming van de kiemvlek (oftewel blastoschijf of vormingsdooier genoemd) verschilt van die van amfibieën, vissen en stekelhuidigen, maar de algehele ruimtelijke relatie van de blastocoel blijft hetzelfde.

### Vorming van primitieve streep
De vogelblastocoel is belangrijk tijdens de ontwikkeling van de primitieve streep. Het binnendringen van de endodermale voorlopercellen vormt de epiblast in de blastocoel en de migratie van laterale cellen van de achterste epiblast naar het midden vormt de vroege primitieve streep. Terwijl deze cellen naar binnen convergeren, vormt zich een instulping die de primitieve groeve wordt genoemd en functioneert als een opening waardoor cellen naar de blastocoel reizen. Terwijl cellen naar het blastocoel migreren, ondergaan ze een epitheliale-mesenchymale overgang.

## Zebravis
In tegenstelling tot embryo's van amfibieën, stekelhuidigen, zoogdieren en vogels, hebben zebravissen geen gedefinieëerde blastocoel. In plaats daarvan hebben ze kleine, onregelmatige extracellulaire ruimtes die worden gevormd tussen de cellen van de blastoschijf die bovenop de dooier zitten.